# Saint-Bazile-de-Meyssac
Saint-Bazile-de-Meyssac – miejscowość i gmina we Francji, w regionie Nowa Akwitania, w departamencie Corrèze. Nazwa miejscowości pochodzi od imienia św. Bazylego.
Według danych na rok 1990 gminę zamieszkiwało 140 osób, a gęstość zaludnienia wynosiła 31 osób/km² (wśród 747 gmin Limousin Saint-Bazile-de-Meyssac plasuje się na 480. miejscu pod względem liczby ludności, natomiast pod względem powierzchni na miejscu 651.).